# Wapping
Wapping is een wijk in het Londense bestuurlijke gebied Tower Hamlets, in het oosten van de regio Groot-Londen.

## Geboren
- John Newton (1725-1807), bekeerde slavenhandelaar en Anglicaans priester